# 채널 어썸
주식회사 채널 어썸(Channel Awesome, Inc.)은 미국 일리노이주를 기반으로 하는 인터넷 방송 기업이다. 2008년 설립되어 That Guy with the Glasses.com(약칭 TGWTG.com)이라는 웹사이트를 통해 방송을 호스팅하다가, 2014년 말 웹사이트 이름까지 channelawesome.com으로 바꿨다.